# Rozen Maiden
Rozen Maiden (яп. ローゼンメイデン, укр. Діва Розена, Розен Мейден) — манґа, написана і проілюстрована Peach-Pit. Вона була серіалізована у Monthly Comic Birz з вересня 2002 до липня 2007 року. Gentosha зібрало і видало окремі розділи у восьми томах танкобон. Це розповідь про Сакураду Джюна, учня середньої школи, що ізолювався від суспільства через знущання однокласників. Після цього він був обраний стати господарем Діви Розена на ім'я Шінку. Діви Розена — це семеро свідомих порцелянових ляльок, що змагаються між собою, щоб стати ідеальною лялькою, Алісою.
Rozen Maiden отримала сіквел під своєю назвою, записаною катаканою. Вона була серіалізована в Weekly Young Jump Shueisha від квітня 2008 до січня 2014. Rozen Maiden випустила антологію манґи та новел, художні книги та чотири аніме-серіали; Rozen Maiden, Rozen Maiden: Träumend, Rozen Maiden: Ouvertüre, and Rozen Maiden: Zurückspulen. Tokyo Broadcasting System були продюсерами аніме, Nomad — анімаційна студія для перших трьох серіалів, а Studio Deen — для Zurückspulen. У результаті аніме адаптації було випущено кілька аудіодисків і три відеоігри.

## Сюжет
У 20-му столітті легендарний лялькар на ім'я Розен створив сім порцелянових ляльок, які наділені свідомістю та енергією дорогоцінним камінням під назвою «Містична Троянда». Відтоді Розен відіслав ляльок шукати господарів і битися між собою, щоб зібрати всі Містичні Троянди; це змагання називається Гра Аліси. Коли лялька отримає всі сім, вона стане ідеальною лялькою на ім'я Аліса та возз'єднається з Розеном. За порядком створення сім Дів Розена отримали імена Суйґінто, Канарія, Суйсейсекі, Соусейсекі, Шінку, Хінаічґо та Кіракішьо.
Це розповідь про Сакураду Джюна, учня середньої школи, що ізолювався від суспільства через знущання однокласників. Після цього він був обраний стати господарем Діви Розена на ім'я Шінку та приєднався до Гри Аліси разом з іншими господарями ляльок. У ході історії Джюн також стає господарем Хінаічіґо та Соуйсейсекі. Після того, як Суйґінто захопила Містичну Троянду Соусейсекі, Діви Розена Джюна вирішують оживити її та мирно завершити Гру Аліси; пізніше подружилися з Канарією, яка поділяє їхні почуття. Однак на групу нападає Кіракішьо, яка поглинає Хінаічіґо й захоплює Шінку та Суйсейсекі в N-поле, площину свідомості, яка з'єднує всесвіт. Розен Мейден закінчується тим, що Джун готується увійти в N-поле, щоб врятувати ляльок.
Сюжет Розен Мейден продовжується у сіквелі, що використовує варіант назви записаний катаканою. Всередині N-поля Джун змушений ховатися через Кіракішьо та зв'язується з дорослою версією себе з альтернативного всесвіту. Дорослому Джюну вдається звільнити Шінку та об'єднати Дів Розена, щоб перемогти Кіракішьо. Кіракішьо повертається та успішно захоплює всіх господарів Дів Розена. Діви Розена переслідують її, що призводить до поразки більшості з них, за винятком Шінку та Кіракішьо. Співчуття Шінку до самотності Кіракішьо переконує останню віддати свою Містичну Троянду. Коли всі семеро збираються, Шінку стає Алісою. Використовуючи свої нові здібності, Шінку оживляє своїх сестер і натомість впадає в кому.

## Персонажі

### Господарі
Сакурада Джюн (яп. 桜田 ジュン)
Сейю: Санада Асамі, Осака Рьота (дорослий)
Учень середньої школи що ізолювався від суспільства через знущання однокласників після того, як вони дізнались що він дизайнер. Відтоді він дратується, коли згадується щось, пов'язане зі школою, та впадає в депресію, якщо тиснути на цю тему. Його взаємодії з Дівами Розена та їх господарями змінюють його погляди на життя, тому він зважується повернутись до суспільства та школи. Він має старшу сестру на ім'я Сакурада Норі (яп. 桜田 のり). Вона учениця старшої школи, що займає роль його опікунки, поки їх батьки працюють закордоном.
У альтернативному всесвіті без Дів Розена Джюн згодом повертається до суспільства. Він студент без друзів, що працює у книгарні. Його взаємодія з Шінку дає йому можливість подружитись з його колегою Сайто (яп. 斉藤), після чого він вступає у театральний гурток. В кінці він стає господарем Кіракішьо.

Какідзакі Мегу (яп. 柿崎 めぐ)
Сейю: Кавапагі Шіхо
Хвороблива дівчина з цинічною особистістю. Мегу бачить Суйґінто ангелом смерті, що припинить її страждання. Вона практично живе у лікарняній палаті через вроджене захворювання серця і знаходиться під постійною опікою та супроводом лікарів та медсестер.
Міцу Кусабуе (яп. 草笛 みつ)
Сейю: Кавасе Акіко
Дизайнер одягу для ляльок. Міцу надмірно обожнює Дів Розена, що лякає ляльок.
Кадзуха Юібіші (яп. 結菱 一葉)
Багатий чоловік якого переслідує смерть молодшого брата близнюка. Кадзуха не схвалив одруження брата, що змусило його втекти та потонути на паромі; він планує використати Соусейсекі, щоб змусити вдову брата страждати. Після того як Соусейсекі дізнається, що ненависть Кадзухи зумовлена скорботою, вона використовує свої здібності, щоб залишити його в спокої.

Шібасакі Мотохару (яп. 柴崎 元治)
Сейю: Нішікава Ікуо
Господар Соусейсекі в аніме від Nomad, який замінює нею свого померлого сина, хоча згодом долає свою скорботу.
Кашіваба Томое (яп. 柏葉 巴)
Сейю: Курата Масайо
Одна з однокласниць Джюна, доставляє його шкільні завдання під час його відлюдництва. Коли наївність Хінаічіґо ставить життя Томое під загрозу, Шінку перемагає Хінаічіґо в Грі Аліси та робить її служницею замість того, щоб забрати її Містичну Троянду. Вона дуже здібна в кендо, якому вона навчилась від батька в дитинстві та є учасницею шкільного кендо клубу.

### Діви Розена
Легендарний виробник ляльок на ім'я Розен (яп. ローゼン) хотів створити ідеальну ляльку на ім'я Аліса. Його спроби призвели до створення семи порцелянових ляльок, які стали відомими як Діви Розена. Свідомість ляльок підтримується чарівним дорогоцінним каменем під назвою Містична Троянда. Щоб стати Алісою, Діва Розена повинна зібрати всі сім Містичних Троянд; це змагання називається Гра Аліси. Кожна Діва Розена має особисту валізу та супроводжується штучним духом, який служить ляльці. Діви Розена покладаються на контракт із людським господарем, щоб забезпечити себе силою для бою. З тих пір Розен відмовився від фізичного тіла і живе в N-полі, чекаючи на Алісу.
Суйґінто (яп. 水銀燈)
Сейю: Танака Ріе
Перша Діва Розена, супроводжується штучним духом Меймей (яп. メイメイ). Вона готична та найбільш амбітна поміж своїх сестер та бажає стати Алісою, щоб заслужити любов Розена. Суйґінто має чорні крила, які вона використовує для пересування та атак. Її господаркою є Мегу.
Канарія (яп. 金糸雀)
Сейю: Шімура Юмі (2005-2014), Кагеяма Акарі (2018-зараз)
Друга Діва Розена, супроводжується штучним духом Пічікато (яп. ピチカート). Вона соціальна, енергійна, ексцентрична та постійно закінчує свої речення на "можливо" (яп. かしら〜). На початку вона була вірною учасницею Гри Аліси але згодом надає перевагу мирному способу життя. Для бою, вона грає на скрипці та маніпулє звуковими хвилями, щоб нанести урон. Її господаркою є Міцу.
Суйсейсекі (яп. 翠星石)
Сейю: Куватані Нацуко
Третя Діва Розена, супроводжується штучним духом Суй Дрім. Вона цундере; вона відкрито ображає інших але піклується про них. Суйсейсекі розмовляє у третій особі та зі зв'язкою десу. В неї нема намірів брати участь у Грі Аліси, вона лише хоче жити щасливо зі своєю молодшою сестрою близнючкою Соусейсекі.Phase 25 Здатність Суйсейсекі — живити душі та спогади, а також викликати рослини для бойових цілей своєю лійкою.Phase 19 Джюн стає її господарем в ході історії.

Соусейсекі (яп. 蒼星石)
Сейю: Морінага Ріка
Четверта Діва Розена, супроводжується штучним духом Лемпіка (яп. レンピカ). Вона розмовляє на маскулінний манер та має сильне почуття обов'язку щодо свого госопдаря та ролі Діви Розена. Здатність Соусейсекі — різати душі та спогади своїми ножицями. Її господарем в аніме є Кадзуха, а в манзі Мотохару. Містичну Троянду Соусейсекі забирає Суйґінто, а її тіло — Кіракішьо. Пізніше Соусейсекі відроджується і стає Дівою Розена Джюна.Tale 16 Після цього Соусейсекі з власної волі віддає Суйґінто свою Містичну Троянду.

Шінку (яп. 真紅)
Сейю: Савашіро Міюкі
П'ята Діва Розена, супроводжується штучним духом Голі. Вона має особистість південної красуні і ставиться до Джуна як до свого слуги. Шінку ставитться до звичайних ляльок так ніби вони живі та є фанаткою вигаданого лялькового шоу Детектив Кун Кун (яп. くんくん探偵). Шінку бажає завершити Гру Аліси без вбивства своїх сестер. Для боїв вона може створювати та контролювати пелюстки троянд.
Хінаічіґо (яп. 雛苺)
Сейю: Ногава Сакура
Шоста Діва Розена, супроводжується штучним духом Берібел. Вона має дитячу особистість та дуже не любить бути одною. Вона часто закінчує свої речення на «на но» (なの〜) та іноді розмовляє французькою. Для бою Хінаічіґо може створювати та контролювати лози полуниці. Її господаркою була Томое. Хінаічіґо була поглинена Кіракішьо та віддала свою Містичну Троянду Шінку.
Кіракішьо (яп. 雪華綺晶)
Сейю: Чіба Чіемі
Сьома і остання Діва Розена, супроводжується штучним духом Розарі. Вона була створена без фізичного тіла для дослідження чи фізичні обмеження не дозволяють йому створити Алісу. Її здібність дозволяє їй матеріалізувати ілюзії. Так як вона не може існувати поза N-полем, її головна мета це ловити господарів Дів Розена. Після своєї поразки Кіракішьо використовує свої ілюзії для створення учня середньої школи на ім'я Торіумі Кайто (яп. 鳥海皆人) щоб замінити Розена та змайструвати імітацію Дів Розена і бути її сестрою. Після другої поразки Кіракішьо зворушена любов'ю Шінку та віддає свою Містичну Троянду. Пізніше вона була відроджена з фізичним тілом та стала належати дорослому Джюну.

### Інші персонажі
Сакурада Норі (яп. 桜田 のり)
Сейю: Рікімару Норіко
Старша сестра Джюна, яка пожертвувала багатьма шкільними активностями, щоб піклуватись про нього поки їх батьки закордоном. Вона учениця старшої школи неподалік та член шкільної команди з лакросу.
Демон Лапласа (яп. ラプラスの魔)
Сейю: Тсукуджі Кьосей, Мікамі Сатоші (Zurückspulen)
Гуманоїд з кролячою головою що живе в N-полі. Він можливо всезнаючий рефері Гри Аліси та часто допомагає протагоністам через загадки або як провідник.
Барасуйшьо (яп. 薔薇水晶) і Енджу (яп. 槐)
Сейю: Гото Саорі (Барасуйшьо), Оно Дайсуке
Барасуйшьо та Енджу це персонажі, які з'являються в аніме Rozen Maiden: Träumend та аудіодрамі. Енджу підмайстер Розена та творець Барасуйшьо, імітації Діви Розена. Енджу підлаштовує битву між Барасуйшьо й Дівами Розена, щоб довести свою вищість над Розеном. Коли Барасуйшьо зібрала шість Містичних Троянд, її тіло перевантажилося, вбивши її та Енджу.